# Medgar Evers
Medgar Wiley Evers (Decatur, Mississipi, 2 de juliol de 1925-Jackson, Mississipi, 12 de juny de 1963) fou un activista pels drets civils nord-americà que va lluitar contra la segregació racial a la Universitat de Mississipi, i per aconseguir la justícia social i el dret de vot de la població afroamericana.

## Biografia
Veterà de la Segona Guerra Mundial i llicenciat universitari, es va fer activista del moviment pels drets civils als Estats Units en la dècada de 1950. Va ser nomenat secretari de camp de l'Associació Nacional per al Progrés de les Persones de Color (NAACP, en les seves sigles en anglès).
Arran de la decisió el 1954 del Tribunal Suprem dels Estats Units sobre el cas Brown contra el Consell d'Educació, que va declarar que la segregació a les escoles públiques era inconstitucional, Evers va lluitar per obtenir l'admissió de les persones afroamericanes a la Universitat de Mississipi amb el suport de l'estat. També va lluitar pels drets de vot i de registre, per les oportunitats econòmiques, per l'accés a les instal·lacions públiques i per altres transformacions importants en la societat racista dels Estats Units.
Evers va ser assassinat per Byron De la Beckwith, membre del Consell de Ciutadans Blancs, grup format el 1954 per combatre la integració a les escoles i l'activisme pels drets civils.
Com a veterà, Evers va ser enterrat amb honors militars al cementiri nacional d'Arlington. La seva mort i el resultat dels dos primers judicis contra el seu assassí van inspirar intenses protestes i nombroses manifestacions pels drets civils, així com obres d'art, música i cinema. El motiu va ser que en tots dos processos tots els membres del jurat eren blancs i van absoldre De la Beckwith. Finalment, De la Beckwith va ser condemnat en un tercer judici realitzat el 1994 amb noves proves.
La seva vídua, Myrlie Evers-Williams, es va convertir per mèrits propis en una activista destacada que va arribar a exercir la presidència nacional de la NAACP. El seu germà Charles Evers va ser el primer alcalde afroamericà triat a Mississipi en l'era post-reconstrucció quan va guanyar les eleccions locals el 1969 a Fayette.